# Runes d'Armanen
 (mai 2022).
Le contenu est difficilement compréhensible vu les erreurs de traduction, qui sont peut-être dues à l'utilisation d'un logiciel de traduction automatique.
Les runes Armanen (ou Armanen Futharkh) sont 18 pseudo-runes, basées sur les runes  scandinaves (Futhark récent), qui ont été inventées par le mysticiste et revivaliste germanique autrichien Guido von List lors d'un état d'aveuglement temporaire en 1902, et décrites dans son Das Geheimnis der Runen (Le secret des runes), publié sous forme d'article périodique en 1906 et en tant que publication autonome en 1908. Le nom cherche à associer les runes à l'Armanen postulé, que von List considérait comme un corps d'anciens prêtres-rois aryens. Les runes Armanen continuent à être utilisées aujourd'hui dans l'ésotérisme et dans les courants du néopaganisme germanique.

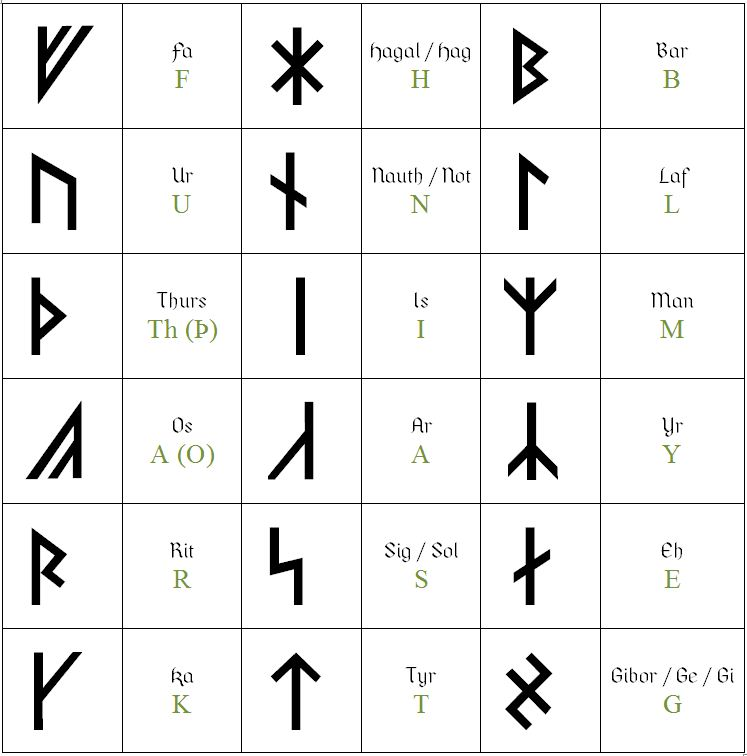
Armanen Runes

## Publication
Von List a affirmé que les pseudo-runes lui ont été révélées alors qu'il était dans un état de cécité temporaire de onze mois après une opération de la cataracte sur les deux yeux en 1902. Cette vision en 1902 aurait ouvert ce que List appelait son « œil intérieur », à travers lequel le « Secret des Runes » lui a été révélé. List a déclaré que son Armanen Futharkh était crypté dans le Rúnatal de l'Edda poétique (strophes 138 à 165 du Hávamál), avec des strophes 147 à 165, où Odin énumère dix-huit sagesses (164 étant une interpolation), interprétées comme étant la « chanson des dix-huit runes ». List et beaucoup de ses disciples croyaient que ses runes représentaient les « runes primaires » sur lesquelles toutes les rangées de runes historiques étaient basées. Le livre a été dédié à son bon ami Friedrich Wannieck et dans l'introduction, avant sa discussion sur les runes, il y a une copie d'une correspondance entre Wannieck et List.
Das Geheimnis der Runen a été publié à Leipzig et à Vienne en 1908 par la Guido-von-List-Gesellschaft (Gross-Lichterfelde). Il était également connu sous le nom de GLB 1 de la série Guido-List-Bücherei (GLB).
Le livre a également été publié sous la forme d'un article périodique sous le titre Das Geheimnis der Runen, Neue Metaphysische Rundschau [9] 13 (1906), 23-4, 75-87, 104-26.
Une traduction en langue anglaise du livre a été publiée en 1988 par Stephen E. Flowers.

## Liste des runes

Disposition circulaire des runes d'Armanen.

La rangée de List est basée sur le Futhark récent, avec les noms et les valeurs sonores pour la plupart proches du Futhorc anglo-saxon. Les deux dernières runes, Eh et Gibor, ajoutées à l'inventaire du Futhark récent, sont tirées des Eoh et Gyfu anglo-saxons. Mis à part les deux runes supplémentaires et un déplacement de la rune de l'Homme de la 13e à la 15e place, la séquence est identique à celle du Futhark récent.
List a noté dans son livre, The Secret of the Runes, que le « fuharkh runique (= ABC runique) se composait de seize symboles dans les temps anciens ». Il a également qualifié les runes d'Armanen comme étant les « Armanen Futharkh » dont Stephen E. Flowers note dans sa traduction anglaise de 1988 des listes 1907/08 "Das Geheimnis der Runen", que « La désignation "futharkh" est basée sur les sept premières runes, à savoir F U T A R K H (ou H), c'est pour cette raison que le nom propre n'est pas futhark - tel qu'il est généralement et incorrectement écrit - mais plutôt "futarkh", avec le "h" à la fin. »
Les seize premières runes de von List correspondent aux seize runes scandinaves, avec de légères modifications dans les noms (et des formes partiellement en miroir). Les deux runes supplémentaires sont vaguement inspirées du Futhorc anglo-saxon.
1. Fa (un Fe inversé) – F
2. Ur – U
3. Thurs (comme l'anglo-saxonne Thorn, également connue sous le nom de « Dorn ») – Th
4. Os (un Futhark récent As/Oss en miroir) - A(O). Dans les écrits armaniques, la rune d'Othala est généralement considérée comme une variation / extension d'Os[6].
5. Rit (en tant que Reidh) – R
6. Ka (comme dans le Futhark récent) – K
7. Hagal/Hag (en tant que Hagall du Futhark récent) – H
8. Nauth/Not (en tant que Naud du Futhark récent) – N
9. Īsaz (comme dans le Futhark récent) – I
10. Ar (semblable aux runes suédoises/norvégiennes à branches courtes) – A
11. Sig/Sol (en tant que Sigel anglo-saxon) – S
12. Tīwaz – T
13. Bar (en tant que Bjarkan du Futhark récent) – B
14. Laf (en tant que Logr du Futhark récent) – L
15. Homme (comme Madr du Futhark récent); – M
16. Yr (comme dans le Futhark récent, mais avec une valeur sonore [i]) – Y
17. Eh (le nom vient du Futhork anglo-saxon, la forme du Futhark récent Ar) – E
18. Gibor/Ge/Gi (nom similaire au Gyfudu Futhork anglo-saxon) – G

Il n'y a pas de rune Gibor historique (le nom peut être basé sur la rune de Gyfu anglo-saxonne). Sa forme est similaire à celle du symbole Wolfsangel.
List a associé sa rune Gibor à la dernière strophe du Rúnatal (strophe 165 du Hávamál, trans. H. A. Soufflet) :
Un dix-huitième je sais, / que je ne le dirai pas

À la jeune fille ou à la femme de l'homme, [lacune]

Le meilleur est ce que personne / mais on sait

## Lien avec l'idéologievölkisch
Le livre de List est déterminant par rapport aux courants ultérieurs du mysticisme germanique et de l'occultisme nazi. Les runes Armanen ont été utilisées à des fins magiques dans des œuvres d'auteurs tels que Friedrich Bernhard Marby et Siegfried Adolf Kummer (en), et après la Seconde Guerre mondiale dans un système « pansophique » réformé par Karl Spiesberger. Plus récemment, Stephen Flowers, Adolf Schleipfer, Larry E. Camp et d'autres s'appuient également sur le système de List. Le livre reste également populaire dans le néonazisme allemand, avec une réimpression publiée par Adolf Schleipfer de l'« Armanen-Orden (en) ».
Au cours du XIXe siècle, l'intérêt pour les alphabets runiques (tels que la discipline académique de la runologie) a été ravivé en Allemagne par le mouvement völkisch, qui a encouragé l'intérêt pour le folklore et la langue germaniques en réaction à la modernisation rapide de l'Empire allemand sous l'empereur Guillaume Ier. L'effondrement de l'Allemagne Wilhelmine à la fin de la Première Guerre mondiale a conduit à une recrudescence de l'intérêt pour l'idéologievölkisch, qui rejetait le libéralisme, la démocratie, le socialisme et le capitalisme industriel - tous des traits reflétés dans le système politique de l'Allemagne de Weimar - comme "non allemand" et inspirés par des influences juives subversives.
À la fin de la guerre (1918), il y avait environ soixante-quinze groupes völkisch en Allemagne, promouvant une variété de vues pseudo-historiques, mystiques, raciales et antisémites. Cela a eu une influence majeure sur le parti embryonnaire nazi ; Hitler a écrit dans son livre de 1925 Mein Kampf que « les idées de base du mouvement national-socialiste sont völkisch et les idées völkisch sont nationales-socialistes ».
Le travail de List a conduit à l'adoption de ses "runes Armanen" par le mouvement Völkisch, qui avait déjà adopté la croix gammée comme symbole de l'antiquité germanique (en), et à partir de là, les runes de List sont devenues une partie intégrante de la symbologie socialiste nationaliste allemande et autrichienne. Heinrich Himmler, qui a dirigé les SS de 1929 à 1945, était l'une des nombreuses personnalités nazies de premier plan associées au groupe völkisch de la société Thulé, et son intérêt pour le mysticisme germanique l'a amené à adopter une variété de runes de List pour les SS. Certains avaient déjà été adoptés par les membres des SS et des organisations qui lui ont précédé, mais Himmler a systématisé leur utilisation dans l'ensemble des SS. En 1945, les SS utilisaient la croix gammée et le Sonnrad. Jusqu'en 1939, les membres de la SS d'Allgemeine ont reçu une formation au symbolisme runique pour rejoindre l'organisation.
Des signes runiques ont été utilisés des années 1920 à 1945 sur les drapeaux SS, les uniformes et d'autres objets comme symboles de divers aspects de l'idéologie nazie et du mysticisme germanique. Elles représentaient également des vertus considérées comme souhaitables chez les membres SS, et étaient basées sur l'ordre des Runes conçu par Karl Maria Wiligut qu'il a vaguement basé sur les alphabets runiques historiques.

## Utilisation dans l'ésotérisme contemporain
Couverture de la nouvelle réimpression allemande publiée par Adolf Schleipfer
Après la Seconde Guerre mondiale, Karl Spiesberger a réformé le système, supprimant les aspects racistes du travail des runes listian, marbyan et kummerian (en) et plaçant l'ensemble du système dans un contexte "pansophique", ou éclectique. Ces derniers temps, Karl Hans Welz,, Stephen E. Flowers, A. D. Mercer, Larry E. Camp et Victor Ordell L. Kasen[réf. nécessaire] ont tous renforcé l'effort visant à supprimer toute connotation raciste précédemment épousée par les maîtres runiques d'Armanen d'avant-guerre.

Dans les pays germanophones, les runes Armanen ont été influentes parmi les occultistes runiques. Selon Stephen E. Flowers sont même mieux connues que l'historique vieux Futhark : 

« La force personnelle de List et celle de son vaste et influent Armanen Orden ont pu façonner les théories runiques des magiciens allemands... de cette époque à nos jours. [...] le système de runes Armanen... en 1955 était devenu presque « traditionnel » dans les cercles allemands »

Les runes d'Armanen ont également un impact significatif dans la littérature occultiste de langue anglaise.